# (134236) 2005 YO89
(134236) 2005 YO89 es un asteroide perteneciente al cinturón de asteroides, región del sistema solar que se encuentra entre las órbitas de Marte y Júpiter.
Fue descubierto el 26 de diciembre de 2005 por el equipo del proyecto Mount Lemmon Survey desde el observatorio del Monte Lemmon.

## Designación y nombre
Designado provisionalmente como 2005 YO89.

## Características orbitales
2005 YO89 está situado a una distancia media del Sol de 2,769 ua, pudiendo alejarse hasta 2,899 ua y acercarse hasta 2,639 ua. Su excentricidad es 0,047 y la inclinación orbital 3,221 grados. Emplea 1682,88 días en completar una órbita alrededor del Sol.
Pertenece a la familia de asteroides de (1726) Hoffmeister.

## Características físicas
La magnitud absoluta de 2005 YO89 es 16,01. Tiene 5,062 km de diámetro y su albedo se estima en 0,033.